# Гай Роллер
Гай Роллер (англ. High Roller) — оглядове колесо в місті Лас-Вегасі. Було найвищим у світі, до відкриття 21 жовтня 2021 року «Ока Дубаю» висотою понад 250 метрів.
«Гай Роллер» має висоту 167 м, відкрилося для відвідувачів 31 березня 2014 року і є трохи вищим від 165-метрового «Летючого Сингапуру». 